# Reinhard Wildbolz
Reinhard Wildbolz fue un deportista suizo que compitió en remo. Ganó una medalla de plata en el Campeonato Europeo de Remo de 1927, en la prueba de cuatro sin timonel.

## Palmarés internacional
| Campeonato Europeo | Campeonato Europeo | Campeonato Europeo | Campeonato Europeo |
| Año                | Lugar              | Medalla            | Prueba             |
| ------------------ | ------------------ | ------------------ | ------------------ |
| 1927               | Como (Italia)      | Medalla de plata   | Cuatro sin timonel |